# Bataille de Craon
Huitième guerre de Religion (1585–1598)
Batailles
Guerres de Religion en France
Prélude
- Mérindol (1545)
- Amboise (1560)
- Colloque de Poissy (1561)

Première guerre de Religion (1562-1563)
- Édit de Saint-Germain (1562)
- Massacre de Wassy (1562)
- Toulouse (1562)
- Vergt (1562)
- Rouen (1562)
- Dreux (1562)
- Orléans (1563)
- Paix d'Amboise (1563)

Deuxième guerre de Religion (1567-1568)
- Surprise de Meaux (1567)
- Michelade (1567)
- Saint-Denis (1567)
- Chartres (1568)
- Paix de Longjumeau (1568)

Troisième guerre de Religion (1568-1570)
- Jarnac (1569)
- La Roche-l'Abeille (1569)
- Poitiers (1569)
- Orthez (1569)
- Montcontour (1569)
- Saint-Jean-d'Angély (1569)
- Arnay-le-Duc (1570)
- Rabastens (1570)
- Paix de Saint-Germain-en-Laye (1570)

Quatrième guerre de Religion (1572-1573)
- Saint-Barthélemy (1572)
- Sancerre (1572-1573)
- Sommières (1573)
- La Rochelle (1573)

Cinquième guerre de Religion (1574-1576)
- Dormans (1575)
- Édit de Beaulieu (1576)

Sixième guerre de Religion (1577)
- Paix de Bergerac (1577)
- Édit de Poitiers (1577)

Septième guerre de Religion (1579-1580)
- Traité de Nérac (1579)
- Paix du Fleix (1580)

Huitième guerre de Religion (1585-1598) 
Guerre des Trois Henri

- Traité de Joinville (1584)
- Édit de Nemours (1585)
- Jarrie (1587)
- Coutras (1587)
- Vimory (1587)
- Auneau (1587)
- Journée des Barricades (1588)
- Arques (1589)
- Ivry (1590)
- Paris (1590)
- Journée des Farines (1591)
- Chartes (1591)
- Poncharra (1591)
- Châtillon (1591)
- Rouen (1591-1592)
- Craon (1592)
- Port-Ringeard (1593)
- Fort Crozon (1594)
- Fontaine-Française (1595)
- Doullens (1595)
- Amiens (1597)
- Édit de Nantes (1598)

Rébellions huguenotes (1621-1629)
- Saumur (1621)
- Saint-Jean-d'Angély (1621)
- La Rochelle (1621)
- Montauban (1621)
- Riez (1622)
- Royan (1622)
- Sainte-Foy (1622)
- Nègrepelisse (1622)
- Saint-Antonin (1622)
- Montpellier (1622)
- Saint-Martin-de-Ré (1622)
- Traité de Montpellier (1622)
- Blavet (1625)
- Île de Ré (1625)
- Traité de Paris (1626)
- Saint-Martin-de-Ré (1627)
- La Rochelle (1627-1628)
- Privas (1629)
- Alès (1629)
- Montauban (1629)
- Paix d'Alès (1629)

Révocation de l'édit de Nantes (1685)
La bataille de Craon a lieu le 23 mai 1592 dans le cadre des guerres de Religion. Elle oppose l’armée royale commandée par le prince de Conti à l’armée ligueuse.
Lors de la huitième guerre de Religion, la ville de Craon est assiégée par l’armée royale. Les ligueurs étaient assiégés dans la ville, où commandait Pierre Le Cornu, par l'armée du prince de Conti et du duc de Montpensier. Le duc de Mercœur dirigea de ce côté les forces dont il disposait et qui étaient recrutées surtout en Bretagne. La ville est dégagée par les Espagnols, débarqués en Bretagne le 24 mai 1592.

## Circonstances
Le chef de la Ligue pour la région est Mercœur, gouverneur de la Bretagne, il a pour principal lieutenant Urbain de Laval Boisdauphin, marquis de Sablé, qu’il crée maréchal de Boisdauphin. En 1589, le maréchal de Bois-Dauphin se replie alors sur Craon, dernière place avant la Bretagne, où il nomme commandant Pierre Le Cornu, seigneur du Plessis de Cosmes, qui en fait une place forte.
En 1590, Mercœur, gouverneur de Bretagne, se révolte contre l’accession au trône du protestant Henri de Navarre. Le duc de Mercœur se met à la tête de la Ligue de Bretagne, songeant même à rétablir la souveraineté de cet ancien duché, sa femme étant descendante de Jeanne de Penthièvre. Il se proclame également Protecteur de l’Église catholique et romaine dans cette province.
Il obtient l’aide du roi très catholique Philippe II d'Espagne. Ce dernier lui envoie sept mille Espagnols qui débarquent au Blavet (futur Port-Louis), sous le commandement de Don Juan d’Aguila.
Le 8 février 1592, Henri IV voulant soumettre Craon, ses cousins Henri de Bourbon, duc de Montpensier, et François de Bourbon, prince de Conti, se réunissent secrètement à Laval pour organiser une attaque. Le 14 avril 1592, Montpensier arrive avec ses armées dont 1 200 Anglais et 800 Allemands à Craon et met le siège. Le 20 mai 1592, Mercœur et Boisdauphin arrivent à leur tour avec leurs armées et les troupes du bandit-chef de guerre Guy Éder de La Fontenelle, pour défendre Craon.

## Bataille
La défense de Craon par Pierre Le Cornu contre l'armée de Dombes et de Conti, en 1592, est héroïque. Un des derniers avec une poignée de soldats aguerris et quelques volontaires, il tient contre Henri IV et fait flotter le drapeau de l'Union dans l'Anjou et le Maine.
L'armée royale s'étant emparée de l'abbaye et du faubourg de Saint-Clément, essaya d'y mettre le feu. Ils en furent empêchés et furent repoussés avec perte par une vigoureuse sortie. 40 jours s'écoulèrent avant que l'artillerie fût prête à battre les murailles.
Le 22 mai 1592, la bataille s’engage, Mercœur et Boisdauphin chargent les princes, les assiégés emmenés par Le Cornu font des sorties et finissent par emporter une brillante victoire.
Le temps pressait cependant ; averti par un des membres de la conférence de Laval, Pierre Le Cornu, Mercœur approchait. Il était à Châtelais, à trois lieues de Craon, que les princes n'avaient encore aucun avis de sa marche.
Quand ils l'apprirent, il s'agit bien moins dans le conseil des moyens de continuer le siège, que de ceux de sauver le matériel et l'armée. On voulut envoyer l'artillerie à Château-Gontier ; mais les recrues normandes avaient si bien rançonné tout le pays d'alentour, qu'il fut impossible de se procurer assez de bœufs. On noya une pièce dans la rivière, on enfouit les boulets et on sauva le reste comme on put. Mercœur cependant, après s'être rendu maître du château de la Bouche d'Uzure, dont le commandant Thorigny fut contraint de se sauver à la nage, parut sur les bords de l'Oudon.
Son projet n'était pas d'en venir aux mains avec l'armée ennemie, mais seulement de délivrer une place qu'il lui importait de conserver. Pourtant, la certitude qu'il acquit du désordre dans lequel les troupes des deux princes se repliaient vers Château-Gontier, l'engagea à les serrer de plus près.

### Le massacre
Laval-Bois-Dauphin prit en flanc l'avant-garde commandée par Henri de Montpensier, prince de Dombes. Le prince se défendit avec, mais il ne put entraîner ses troupes effrayées. Montpensier, en négligeant, malgré les conseils de Hinder de faire occuper les buttes de Jochepie, permit aux Espagnols de s'y fortifier pour foudroyer les royaux. Il chercha, mais inutilement, à réparer sa faute à force de bravoure.
Bientôt d'ailleurs les balles manquèrent ; on chargea les arquebuses avec les boutons des pourpoints. Il fallut céder. Les soldats royaux, quoique si mal approvisionnés, qu'après la première escarmouche ils n'avaient plus de balles et mirent à la place de petits cailloux et les boutons de leurs pourpoints, se défendirent avec un grand courage contre les ligueurs. 
La lutte se soutint avec des chances égales depuis le matin jusqu'à trois heures de l'après-midi. A ce moment, les munitions manquèrent complètement dans l'armée des princes, qui prolongea néanmoins la résistance jusqu'à la chute du jour. La retraite ne commença qu'à six heures du soir. C'est la charge de Bois-Dauphin qui mit le désordre dans les rangs des royaux et entraîna leur débandade. 
« Le terrible sauve-qui-peut retentit de tous côtés et la déroute devint générale. Ce n'est plus un combat, c'est un massacre sans pitié.
Ambroise Ledru »
Les deux princes Dombes et Conti se retrouvèrent à Château-Gontier, où ils étaient parvenus par des chemins différents. Ils laissaient 600 hommes sur le champ de bataille. Toute l'artillerie et 35 cornettes ou enseignes demeuraient aux mains du vainqueur.
Le 23 mai 1592, la victoire des catholiques à Craon fut le propre triomphe de Pierre Le Cornu. À cette époque, tous les chefs s'étaient soumis à Henri IV converti au catholicisme mais Pierre Le Cornu conservait toujours sa position à Craon, « continuant ses courses et faisant des prisonniers comme au bon temps de la guerre, sans s'inquiéter s'ils avalent des lettres de sauvegarde ».
Les Espagnols capturent toute l'artillerie, les chariots de munitions, drapeaux, équipements et provisions adverses. Aucun quartier ne fut accordé aux Anglais, en représailles pour leur cruauté envers les naufragés espagnols de la Grande Armada.

### Les combattants
On retrouve plusieurs gentilshommes bretons lors de la bataille comme René de Grézille, Pierre Quintin ou encore Pierre Le Roux.
Les Anglais, qui combattirent à la bataille de Craon, dans les rangs des royaux, furent décimés par les canons. Gregor Hinder était capitaine du régiment de Norreys. Sept enseignes anglaises furent prises par les ligueurs. Il n'est pas facile de savoir quel était le nombre réel des Anglais et des Allemands présents à cette journée. Le chemin d'entre Craon et Laigné, écrit Hiret dans son livre Des Antiquitez d'Anjou (1618, p. 238), estoit plein de corps morts et principalement d'Anglois, qui furent long temps sans estre enterrez, et encore ne furent mis qu'en des fossez et bien peu couverts, ce qui causa une grande peste en Crannois par après.
Les Allemands figuraient dans les rangs de l'armée royale et composaient le corps des lansquenets, placé à l'arrière-garde, avec la cavalerie d'élite et les Anglais, sous les ordres d'Henri de Montpensier. Ils furent égorgés sans pitié par les Espagnols. Trois enseignes de lansquenets tombèrent aux mains des vainqueurs.
La liste des seigneurs royaux énumérés dans le Pique-mouches comprend beaucoup de noms, mais n'est pas complète. 

### La suite
Après la bataille de Craon, Laval est tombé au pouvoir des ligueurs. Le 23 mai 1592, Conti se replie sur Château-Gontier, le lendemain il est à Sablé. Mercœur et Bois Dauphin, à la suite des princes, entrent dans Laval et Château-Gontier. Boisdauphin prend le commandement de Laval, Louis de Champagné redevient gouverneur de Château-Gontier.
Plusieurs ouvrages contiennent divers renseignements intéressants sur les suites de la bataille de Craon. 

## Conséquences
Henri IV de France, après être monté sur le trône, fait détruire dans le comté de Laval un grand nombre de maisons de campagne et châteaux garnis de murs et fossés, petits forts qui auraient pu servir encore de retraite à quelques restes de la Ligue. Les murailles de la ville de Craon qui lui avaient résisté pendant longtemps, et devant lesquelles ses généraux avaient reçu un échec, furent rasées.

### Œuvres sur la bataille de Craon
- Abbé Angot, Un soldat catholique de la bataille de Craon (23 mai 1592), 1896 .
- Étienne-Louis Couanier de Launay, Histoire de Laval (818-1855), Imp. Godbert, 1856, 608 p. [détail des éditions] (lire en ligne).
- André Joubert, Étude sur les misères de l'Anjou aux XVe et XVIe siècles Voir en ligne
- Une lettre sur le siège de Craon, le 23 mai 1592 (Revue du Maine, 1883, t. II).
- Ambroise Ledru, Urbain de Laval-Bois-Dauphin, marquis de Sablé, maréchal de France (1557-1629), chapitre V, p. 40-49.
- Bodard de la Jacopière, Chroniques Craonnaises, p. 325-338. *
- Journal de Louvet, année 1592. Discours véritable de la défaite de l'armée des Princes de Conty et de Dombes, le 23 may 1592, par Monseigneur le duc de Mercœur, devant la ville de Craon en Anjou, avec la copie d'une lettre de Madame de Laverdin escrite à Monsieur son mary et une autre des Maire et Eschevins de la ville du Mans au dit sieur. A Lyon, par Jean Pillehote, libraire de la Sainte Union, 1592. Avec privilège.
- Lettre missive d'un gentilhomme de l'armée de Monseigneur le duc de Mercœur et de Penthièvre, Pair de France, Prince du S. Empire et de Martigues, Gouverneur de Bretagne, à un sien amy. Imprimé à Paris, chez Guillaume Chaudière, rue S. Iaques, à l'Enseigne du Temps_et de l'homme sauvage, et chez Rollin Thierry, rue S. Iaques, au Lis Blanc, imprimeur de la Saincte Union M D XCII avec privilège.
- Discours de ce qui s'est passé au pays de Bretagne, le Maine et Anjou. A Paris, chez Pierre Rainier, rue S. Jean de Latran, à l'Enseigne du Serpent, 1589, avec permission.
- Voir aussi les récits et les mémoires des auteurs contemporains ainsi que les ouvrages des historiens anciens et modernes tels que Jacques Auguste de Thou, Jean Hiret, Pierre Victor Palma Cayet, d'Aubigné, le chanoine Jean Moreau, Daniel, Dom Charles-Louis Taillandier, Enrico Caterino Davila, Dom Piolin, l'abbé Foucault, etc., etc.